# Bemit
Bemit (także Boehmit) – minerał z gromady wodorotlenków. Główny składnik boksytów. Należy do minerałów rozpowszechnionych tylko w niektórych regionach Ziemi.
Nazwa pochodzi od nazwiska niemiecko-czeskiego chemika Johanna Böhma (1895-1952), a nie od niemieckiego geologa i paleontologa Johannesa Böhma (1857-1938).

## Charakterystyka

### Właściwości
Zazwyczaj tworzy niewielkie kryształy o pokroju płytkowym lub tabliczkowym najczęściej w szczelinach lub pustkach. Występuje w skupieniach zbitych, ziemistych, skrytokrystalicznych. Jest kruchy przeświecający. Minerał, produkt rozpadu nefelinu krystalizujący w układzie rombowym podobnie jak diaspor, lecz w odmiennej strukturze. Diasporu i bemitu nie można odróżnić za pomocą prostych metod.

### Występowanie
Produkt wietrzenia zachodzącego w klimacie tropikalnym (wilgotnym i gorącym) lub wynik procesów hydrotermalnych. Pospolity składnik boksytów, w których tworzy płytkowe kryształy o łupliwości według (010) i laterytów. Występuje w utworach pegmatytowych i hydrotermalnych niskich temperatur.
Miejsca występowania: Francja, Włochy, Rosja – Ural, USA, Węgry.

### Zastosowanie
- ważne źródło otrzymywania glinu,
- bywa stosowany do otrzymywania materiałów ogniotrwałych.